# Derde klasse 2009-10 (voetbal België)
Het seizoen 2009/10 van de Belgische Derde Klasse ging van start in de zomer van 2009 en de normale competitie eindigde in het voorjaar van 2010. Daarna werd nog een eindronde voor promotie en degradatie gespeeld. De Derde Klasse bestond uit twee reeksen, een A-reeks en een B-reeks. De A-reeks telde 19 ploegen, de B-reeks 18. Vorige seizoenen waren dit nog twee reeksen van 16 ploegen. Na dit seizoen zou de Derde Klasse hervormd worden.
In Derde Klasse A werd met 19 ploegen gespeeld i.p.v. met 18. De reden hiervoor ligt bij SC Wielsbeke dat het vorige seizoen had moeten degraderen uit Derde Klasse. SC Wielsbeke verloor de barragematch tegen RRC Péruwelz waardoor deze eerste veroordeeld was tot degradatie (RRC Péruwelz kwalificeerde zich voor de degradatie-eindronde). Omdat de wedstrijd niet werd gespeeld op neutraal terrein (maar op het veld van RRC Péruwelz) betwistte SC Wielsbeke zijn degradatie. Het kreeg hierin gelijk en kon hierdoor in Derde Klasse blijven.

## Gedegradeerde teams
Deze teams waren gedegradeerd naar uit Tweede Klasse voor de start van het seizoen:
- KMSK Deinze (rechtstreeks)
- UR Namur (rechtstreeks)
- R. Olympic Club de Charleroi-Marchienne (verlies eindronde)
- R. Excelsior Virton (verlies eindronde)
- KFC Vigor Wuitens Hamme (verlies eindronde)

## Gepromoveerde teams
Deze teams waren gepromoveerd uit de Vierde Klasse voor de start van het seizoen:
- KVV Coxyde (kampioen 4A)
- KSV Temse (kampioen 4B)
- KSK Heist (kampioen 4C)
- FC Bleid (kampioen 4D)
- KVK Ieper (winst in eindronde)
- Torhout 1992 KM (winst in eindronde)
- KSK Hasselt (winst in eindronde)
- KSK Lombeek-Ternat (winst in eindronde)

## Promoverende teams
Deze teams promoveerden naar Tweede Klasse op het eind van het seizoen:
- KSK Heist (kampioen 3A)
- RCS Visétois (kampioen 3B)
- K. Rupel Boom FC (winst eindronde)

## Degraderende teams
Deze teams degradeerden naar Vierde Klasse op het eind van het seizoen:
- KVK Ieper (rechtstreeks uit 3A)
- KRC Mechelen (rechtstreeks uit 3A)
- KVC Willebroek-Meerhof (rechtstreeks uit 3A)
- RRC Péruwelz (rechtstreeks uit 3B)
- Excelsior Veldwezelt (rechtstreeks uit 3B)
- KSV Sottegem (verlies eindronde)
- KSK Tongeren (verlies eindronde)

## Eindstand
| Legende                                |
| -------------------------------------- |
| Kampioen + promotie naar Tweede Klasse |
| Kwalificatie voor promotie-eindronde   |
| Kwalificatie voor degradatie-eindronde |
| Degradatie naar Vierde Klasse          |

### Derde Klasse A
|   |    |                             | P  | W  | G  | V  | +  | -  | DS  | Ptn |
| - | -- | --------------------------- | -- | -- | -- | -- | -- | -- | --- | --- |
| K | 1  | KSK Heist                   | 36 | 23 | 7  | 6  | 73 | 34 | 39  | 76  |
| E | 2  | K. Rupel Boom FC            | 36 | 21 | 9  | 6  | 82 | 46 | 36  | 72  |
| E | 3  | VC Eendracht Aalst 2002     | 36 | 20 | 7  | 9  | 82 | 44 | 38  | 67  |
| E | 4  | KMSK Deinze                 | 36 | 17 | 9  | 10 | 50 | 37 | 13  | 60  |
|   | 5  | KSV Temse                   | 36 | 16 | 8  | 12 | 61 | 61 | 0   | 56  |
|   | 6  | KVV Coxyde                  | 36 | 15 | 10 | 11 | 67 | 43 | 24  | 55  |
|   | 7  | KFC Vigor Wuitens Hamme     | 36 | 15 | 10 | 11 | 59 | 51 | 8   | 55  |
|   | 8  | Hoogstraten VV              | 36 | 14 | 8  | 14 | 59 | 55 | 4   | 50  |
|   | 9  | FC Nieuwkerken Sint-Niklaas | 36 | 14 | 7  | 15 | 62 | 55 | 7   | 49  |
|   | 10 | KRC Waregem                 | 36 | 14 | 6  | 16 | 43 | 51 | -8  | 48  |
|   | 11 | KSV Oudenaarde              | 36 | 11 | 15 | 10 | 62 | 62 | 0   | 48  |
|   | 12 | Torhout 1992 KM             | 36 | 13 | 6  | 17 | 49 | 51 | -2  | 45  |
|   | 13 | SC Wielsbeke                | 36 | 11 | 12 | 13 | 50 | 62 | -12 | 45  |
|   | 14 | KSK Lombeek-Ternat          | 36 | 12 | 5  | 19 | 53 | 72 | -19 | 41  |
|   | 15 | R. Cappellen FC             | 36 | 11 | 6  | 19 | 40 | 62 | -22 | 39  |
| E | 16 | KSV Sottegem                | 36 | 11 | 5  | 20 | 32 | 65 | -33 | 38  |
| D | 17 | KVK Ieper                   | 36 | 10 | 7  | 19 | 53 | 70 | -17 | 37  |
| D | 18 | KRC Mechelen                | 36 | 8  | 13 | 15 | 52 | 71 | -19 | 37  |
| D | 19 | KVC Willebroek-Meerhof      | 36 | 8  | 6  | 22 | 40 | 76 | -36 | 30  |

### Derde Klasse B
|   |    |                                         | P  | W  | G  | V  | +  | -   | DS  | Ptn |
| - | -- | --------------------------------------- | -- | -- | -- | -- | -- | --- | --- | --- |
| K | 1  | RCS Visétois                            | 34 | 20 | 11 | 3  | 68 | 30  | 38  | 71  |
| E | 2  | R. Olympic Club de Charleroi-Marchienne | 34 | 17 | 11 | 6  | 59 | 34  | 25  | 62  |
| E | 3  | KFC Dessel Sport                        | 34 | 16 | 10 | 8  | 80 | 49  | 31  | 58  |
|   | 4  | KV Woluwe-Zaventem                      | 34 | 17 | 5  | 12 | 62 | 52  | 10  | 56  |
| E | 5  | URS du Centre                           | 34 | 15 | 8  | 11 | 53 | 45  | 8   | 53  |
|   | 6  | K. Diegem Sport                         | 34 | 14 | 10 | 10 | 50 | 48  | 2   | 52  |
|   | 7  | RCS Verviétois                          | 34 | 12 | 12 | 10 | 38 | 47  | -9  | 48  |
|   | 8  | K. Bocholter VV                         | 34 | 12 | 11 | 11 | 64 | 50  | 14  | 47  |
|   | 9  | KFC Racing Mol-Wezel                    | 34 | 11 | 12 | 11 | 39 | 37  | 2   | 45  |
|   | 10 | KSK Hasselt                             | 34 | 11 | 12 | 11 | 45 | 55  | -10 | 45  |
|   | 11 | R. White Star Woluwe FC                 | 34 | 12 | 7  | 15 | 47 | 48  | -1  | 43  |
|   | 12 | UR Namur                                | 34 | 10 | 13 | 11 | 48 | 43  | 5   | 43  |
|   | 13 | R. Excelsior Virton                     | 34 | 12 | 6  | 16 | 37 | 44  | -7  | 42  |
|   | 14 | R. Union Saint-Gilloise                 | 34 | 10 | 12 | 12 | 53 | 41  | 12  | 42  |
|   | 15 | FC Bleid                                | 34 | 10 | 10 | 14 | 47 | 57  | -10 | 40  |
| E | 16 | KSK Tongeren                            | 34 | 10 | 9  | 15 | 44 | 47  | -3  | 39  |
| D | 17 | Excelsior Veldwezelt                    | 34 | 6  | 8  | 20 | 34 | 60  | -26 | 26  |
| D | 18 | RRC Péruwelz                            | 34 | 6  | 3  | 25 | 29 | 110 | -81 | 21  |

Noot 1: In februari 2010 trok het sportcomité van de KBVB RRC Péruwelz 24 punten af als sanctie voor het opstellen van een niet-speelgerechtigde speler. De club had twee spelers met de naam Vincent Martin, van wie slechts één administratief in orde was. RRC Péruwelz zakte zo op dat moment van een 12de naar een laatste plaats in de rangschikking, een degradatieplaats. Deze sanctie gooide zo ook roet in het eten tussen de op stapel staande samenwerking tussen de failliete eersteklasser R. Excelsior Mouscron en RRC Péruwelz.

## Periodekampioenen

### Derde Klasse A
Dit seizoen werd het kampioenschap in de A-reeks niet ingedeeld in periodes. In plaats daarvan kregen de nummers twee, drie en vier toegang tot de eindronde.

### Derde Klasse B
- Eerste periode: R. Olympic Club de Charleroi-Marchienne, 21 punten
- Tweede periode: R. Olympic Club de Charleroi-Marchienne, 27 punten
- Derde periode: RCS Visétois, 28 punten

## Eindronde

### Promotie-eindronde

#### Kwartfinales
In de eerste ronde van de eindronde treden zes derdeklassers en twee tweedeklassers aan. De ploegen spelen een heen- en terugduel, en de vier winnaars gaan door naar de volgende ronde. De twee tweedeklassers waren normaalgezien KSK Ronse en KSK Beveren. KSK Beveren had echter financiële problemen, kreeg geen licentie en besliste vrijwillig naar Derde Klasse te degraderen. Dessel Sport, dat tegen Beveren was uitgeloot, werd zo vrijgesteld en mocht meteen naar de volgende ronde
| Datum      | Uur   | Wedstrijd                                             | Uitslag |
| ---------- | ----- | ----------------------------------------------------- | ------- |
| 16/05/2010 | 16:00 | KSK Ronse - URS du Centre                             | 0-1     |
| 16/05/2010 | 16:00 | R. Olympic Club de Charleroi-Marchienne - KMSK Deinze | 0-0     |
| 16/05/2010 | 16:00 | K. Rupel Boom FC - VC Eendracht Aalst 2002            | 4-0     |
|            |       | KFC Dessel Sport - KSK Beveren                        | ff      |
| 20/05/2010 | 20:00 | URS du Centre - KSK Ronse                             | 2-1     |
| 20/05/2010 | 20:00 | KSMK Deinze - R. Olympic Club de Charleroi-Marchienne | 0-1     |
| 20/05/2010 | 20:00 | VC Eendracht Aalst 2002 - K. Rupel Boom FC            | 3-4     |
|            |       | KSK Beveren - KFC Dessel Sport                        | ff      |

#### Halve finales
| Datum      | Uur   | Wedstrijd                                                  | Uitslag |
| ---------- | ----- | ---------------------------------------------------------- | ------- |
| 23/05/2010 | 16:00 | URS du Centre - KFC Dessel Sport                           | 2-1     |
| 23/05/2010 | 16:00 | K. Rupel Boom FC - R. Olympic Club de Charleroi-Marchienne | 2-2     |
| 27/05/2010 | 20:00 | KFC Dessel Sport - URS du Centre                           | 3-3     |
| 27/05/2010 | 20:00 | R. Olympic Club de Charleroi-Marchienne - K. Rupel Boom FC | 0-2     |

#### Finale
| Datum      | Uur   | Wedstrijd                        | Uitslag |
| ---------- | ----- | -------------------------------- | ------- |
| 30/05/2010 | 16:00 | K. Rupel Boom FC - URS du Centre | 1-0     |
| 06/06/2010 | 16:00 | URS du Centre - K. Rupel Boom FC | 4-4     |

Ook de twee verliezers uit de vorige ronden spelen verder voor het geval er extra promotieplaatsen beschibkaar komen.
| Datum      | Uur   | Wedstrijd                                                  | Uitslag |
| ---------- | ----- | ---------------------------------------------------------- | ------- |
| 30/05/2010 | 16:00 | R. Olympic Club de Charleroi-Marchienne - KFC Dessel Sport | 4-1     |

### Degradatie-eindronde
De twee teams die 16de eindigden, KSV Sottegem en KSK Tongeren, speelden een eindronde met een aantal vierdeklassers en gingen daar van start in de tweede ronde van die eindronde.